# Achalinus meiguensis
Achalinus meiguensis är en ormart som beskrevs av Hu och Zhao 1966. Achalinus meiguensis ingår i släktet Achalinus och familjen snokar. IUCN kategoriserar arten globalt som livskraftig. Inga underarter finns listade i Catalogue of Life.
Arten förekommer i västra Sichuan och Yunnan i Kina. Den vistas i bergstrakter vid 1200 till 1400 meter över havet. Honor lägger ägg.